# Schatz von Velp

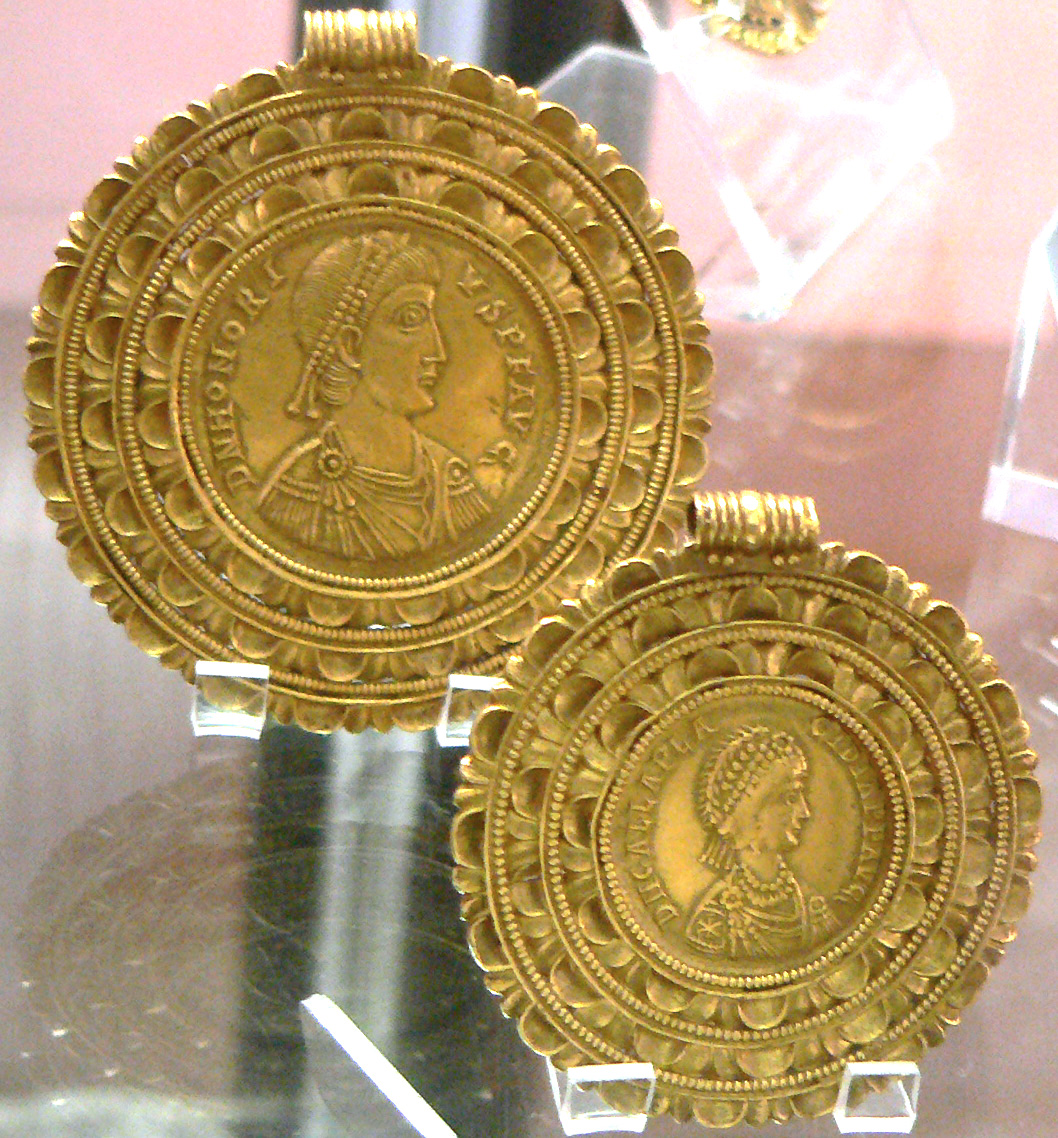
Medaillons des Honorius sowie der Galla Placidia aus dem Fund von 1715

Als Schatz von Velp wird ein bedeutender spätantiker Depotfund mit goldenen Objekten aus dem frühen 5. Jahrhundert n. Chr. bezeichnet, der 1851 bei Velp in der Gemeinde Rheden in der niederländischen Provinz Gelderland entdeckt wurde. In Velp war an anderer Stelle bereits 1715 ein Schatzfund des 5. Jahrhunderts ans Tageslicht gekommen.

## Fund von 1715
Der Fund aus dem Jahr 1715 – ein goldener Halsring oder eine Halskette, Armringe, Münzen und fünf Medaillons – wurde zufällig bei Arbeiten auf einer Weide entdeckt. Nach der allerdings deutlich späteren Publikation lagen Halsschmuck und Armreifen in einem Kreis im losen Erdreich, die Medaillons waren an dem Halsschmuck befestigt, die angeblich zahlreichen Münzen waren zuoberst deponiert. Die Armreifen und die meisten Münzen wurden bereits nach kurzer Zeit eingeschmolzen. Der Halsschmuck endete im Jahr 1799 ebenfalls im Schmelzofen. Weitere Münzen sind zwar publiziert, aber ebenfalls heute nicht mehr nachweisbar. Es sind Solidi von Konstantin und seinen Söhnen, Valentinian I., Valens, Gratian, Honorius und Johannes. In den Medaillons ist je ein Multiplum auf Honorius sowie auf Galla Placidia eingearbeitet. Eines der Medaillons wurde im Jahr 1831 in Paris gestohlen und ist verschollen. Von den erhaltenen befindet sich eines im Cabinet des Médailles der Bibliothèque Nationale in Paris, die übrigen drei im Rijksmuseum Het Koninklijk Penningkabinet in Leiden. Die beiden auf Galla Placidia geprägten Multipla wurden zwischen 423 und 426 geprägt und bieten einen Terminus post quem für die Verbergung des Ensembles. Das Gewicht der erhaltenen Fundstücke liegt bei etwa 250 Gramm.

## Fund von 1851
Am 16. Januar 1851 fand ein Gärtner beim Umgraben in Velp zufällig elf Goldobjekte. Die Fundstelle lag nach damaligen Nachforschungen etwa 10 Minuten vom Fundort von 1715 entfernt, es handelt sich also um zwei verschiedene Horte. Nach dem im darauffolgenden Jahr verfassten Bericht von Janssen hingen die Stücke alle an einem großen Halsring. Es handelt sich insgesamt um sieben Halsreife, eine Goldspirale und ein Stück Golddraht (Ringgold) sowie um zwei Fingerringe. Insgesamt wiegt dieser Fundkomplex 532,63 g, das entspricht dem Gewicht von 117 Solidi. Das Fundensemble wurde bereits im Jahr 1852 über den Kunsthandel nach Berlin verkauft, Hals- und Fingerringe kamen in die Königlichen Museen. Nach dem Zweiten Weltkrieg wurden die Stücke von der Roten Armee nach Moskau gebracht und die Halsringe im Jahr 2007 wieder öffentlich gezeigt, der Verbleib der Fingerringe war zu dieser Zeit nicht bekannt.
Sechs der Halsringe haben ein verbreitertes, mit Punzen verziertes Mittelteil. Der hintere Teil ist rundstabig mit einer birnenförmigen Verschlussöse. Bei einem Exemplar trägt der gesamte Mittelteil Punzverzierungen, bei den übrigen nur das Zentrum und – bis auf ein Stück – die Übergänge vom mittleren zum hinteren Teil. Insgesamt sind sie untereinander so ähnlich, dass sie zu einem einheitlichen Halsringtyp Velp gezählt werden. Der letzte Halsring ist rundstabig. Die beiden Ringgoldstücke sind für die Region ungewöhnlich, vergleichbare Funde stammen meist aus Horten Südskandinaviens. Die beiden Fingerringe sind römische Erzeugnisse.
Die Datierung des Fundes von 1851 muss über Vergleichsstücke erfolgen. Vergleichbare Halsringe kommen etwa im Schatz von Beilen vor, der um 400 oder im frühen 5. Jahrhundert verborgen wurde.

## Bedeutung
Der Schatzfund von 1851 enthält goldene Halsringe des „Typs Velp“, der nur am Niederrhein und in Westfalen verbreitet ist. Diskutiert wurde, ob es sich bei den Depots mit dieser Art von Ringen um Versteckfunde handelt, die während einer Krisenzeit verborgen wurden und danach nicht wieder gehoben werden konnten, oder ob sie als Opfergaben bestimmt waren. Halsringe konnten eine symbolische Bedeutung als Rangabzeichen haben. Die Goldhalsringe des Typs Velp kommen nur in Horten wie etwa dem Schatz von Beilen, nicht aber in Gräbern vor. Das könnte damit zu erklären sein, dass die Deponierung der Goldobjekte zur Selbstdarstellung der entsprechenden Eliten gehörten, diese jedoch keine entsprechend reichen Männergräber anlegten.